# Mischa Elman
Mikhail Saulovich "Mischa" Elman, född 20 januari 1891, död 5 april 1967, var en ukrainsk violinist. 
Han föddes i Ukraina, studerade violin för Leopold von Auer i Sankt Petersburg. Från 1904 företog han ett flertal konsertresor, särskilt till USA och Australien. Han flyttade senare först till Storbritannien och senare till USA.